# Dinu Pescariu
Dinu Pescariu, né le 12 avril 1974 à Bucarest, est un ancien joueur de tennis professionnel roumain.

## Palmarès

### Titre en double messieurs
| No | Date       | Nom et lieu du tournoi | Catégorie    | Dotation  | Surface      | Partenaire         | Finalistes                  | Score    |  |
| -- | ---------- | ---------------------- | ------------ | --------- | ------------ | ------------------ | --------------------------- | -------- |  |
| 1  | 21-07-1997 | Croatia Open Umag      | World Series | 375 000 $ | Terre (ext.) | Davide Sanguinetti | Dominik Hrbatý Karol Kučera | 7-6, 6-4 |  |

### Finales en double messieurs
| No | Date       | Nom et lieu du tournoi  | Catégorie    | Dotation  | Surface      | Vainqueurs                        | Partenaire    | Score    |  |
| -- | ---------- | ----------------------- | ------------ | --------- | ------------ | --------------------------------- | ------------- | -------- |  |
| 1  | 04-11-1996 | Hellmann's Cup Santiago | World Series | 203 000 $ | Terre (ext.) | Fernando Meligeni Gustavo Kuerten | Albert Portas | 6-4, 6-2 |  |
| 2  | 14-09-1998 | Romanian Open Bucarest  | Int' Series  | 475 000 $ | Terre (ext.) | Andrei Pavel Gabriel Trifu        | George Cosac  | 7-6, 7-6 |  |